# Marksuhl
Marksuhl är en ortsteil i kommunen Gerstungen i Wartburgkreis i förbundslandet Thüringen i Tyskland. Marksuhl var en kommun fram till 6 juli 2018 när den uppgick i Gerstungen. Kommunen Marksuhl hade 2 784 invånare 2018.